# 維什內韋 (索洛內市鎮)
48°8′46″N 34°45′57″E / 48.14611°N 34.76583°E
維什內韋（烏克蘭語：Вишневе），2016年前名為拉江斯凯（Радянське），是位於烏克蘭中部第聶伯羅彼得羅夫斯克州第聶伯羅區索洛內市鎮的村莊，距離塞爾希伊夫卡和莫羅濟夫卡2公里，海拔高度96米，2001年人口76。